# Andrzej Stasiuk
Andrzej Stasiuk est un écrivain et journaliste polonais, né le 25 septembre 1960  à Varsovie. Il est connu pour sa littérature de voyage et ses descriptions de la réalité de l'Europe de l'Est. Ses livres ont été traduits en de nombreuses langues.
Il est également éditeur et a créé, avec sa femme Monika Sznajderman (pl), la maison Wydawnictwo Czarne (pl).
Avec son récit de voyage Mon bourricot (éditeur Actes Sud, 2021)  traduit du polonais par Charles Zaremba, il  a été présélectionné au Prix Littéraire des Jeunes Européens.

### Sur l’œuvre
- Le corps du monde, dossier Andrzej Stasiuk, coordonné par Thierry Cécile, in Le Matricule des Anges, n° 225, juillet-août 2021. - pp. 18-26.

## Distinctions
- Prix Kościelski (1995)
- Prix Nike (2005)
- Médaille du Mérite culturel polonais Gloria Artis (2005)
- Prix Beata-Pawlak (2005)
- Prix littéraire de la ville de Gdynia (pl) (2010) pour Taksim
- Prix littéraire de la ville de Varsovie (pl) (2015) pour Wschód (L'Est)
- Prix de l'État autrichien pour la littérature européenne (2016)
- Prix Nicolas-Bouvier (2018) pour L'Est